# قسم أولمبي

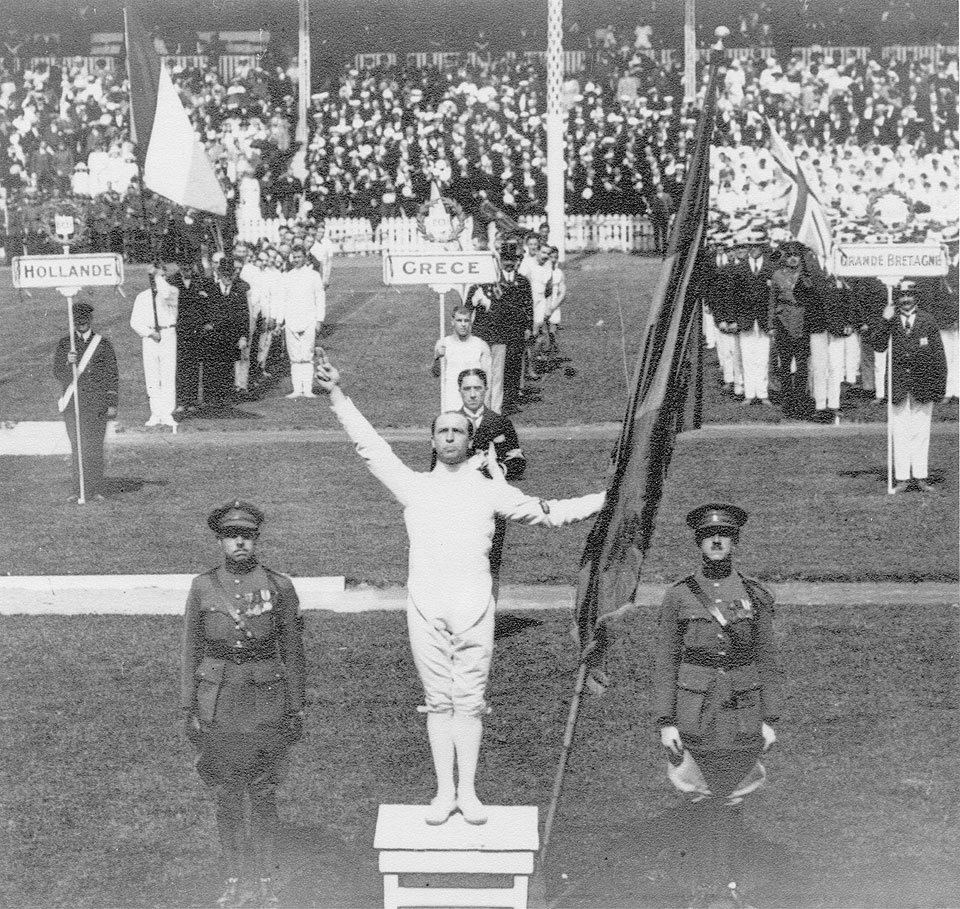

القسم الأولمبي عبارة عن قسم يحلف به الرياضيون في مراسيم افتتاح الألعاب الأولمبية، تم كتابة كلمات القسم في عام 1920 من قبل المعلم والمؤرخ الفرنسي بيير دي كوبيرتان (1863 - 1937) وتم ترديد ذلك القسم لأول مرة في أولمبيات عام 1920. طرأت تعديلات طفيفة على القسم في الأعوام اللاحقة.
| قسم أولمبي | (بالإنجليزية: In the name of all the competitors I promise that we shall take part in these Olympic Games, respecting and abiding by the rules which govern them, committing ourselves to a sport without doping and without drugs, in the true spirit of sportsmanship, for the glory of sport and the honour of our teams.)‏ (بالعربية) | قسم أولمبي |

- من جهة أخرى يقوم حكم (من الدولة المضيفة) وبالنيابة عن جميع الحكام بترديد قسم الحكام

| قسم أولمبي | (بالإنجليزية: In the name of all the judges and officials, I promise that we shall officiate in these Olympic Games with complete impartiality, respecting and abiding by the rules which govern them in the true spirit of sportsmanship.)‏ (بالعربية) | قسم أولمبي |